# Carl Bjerkås

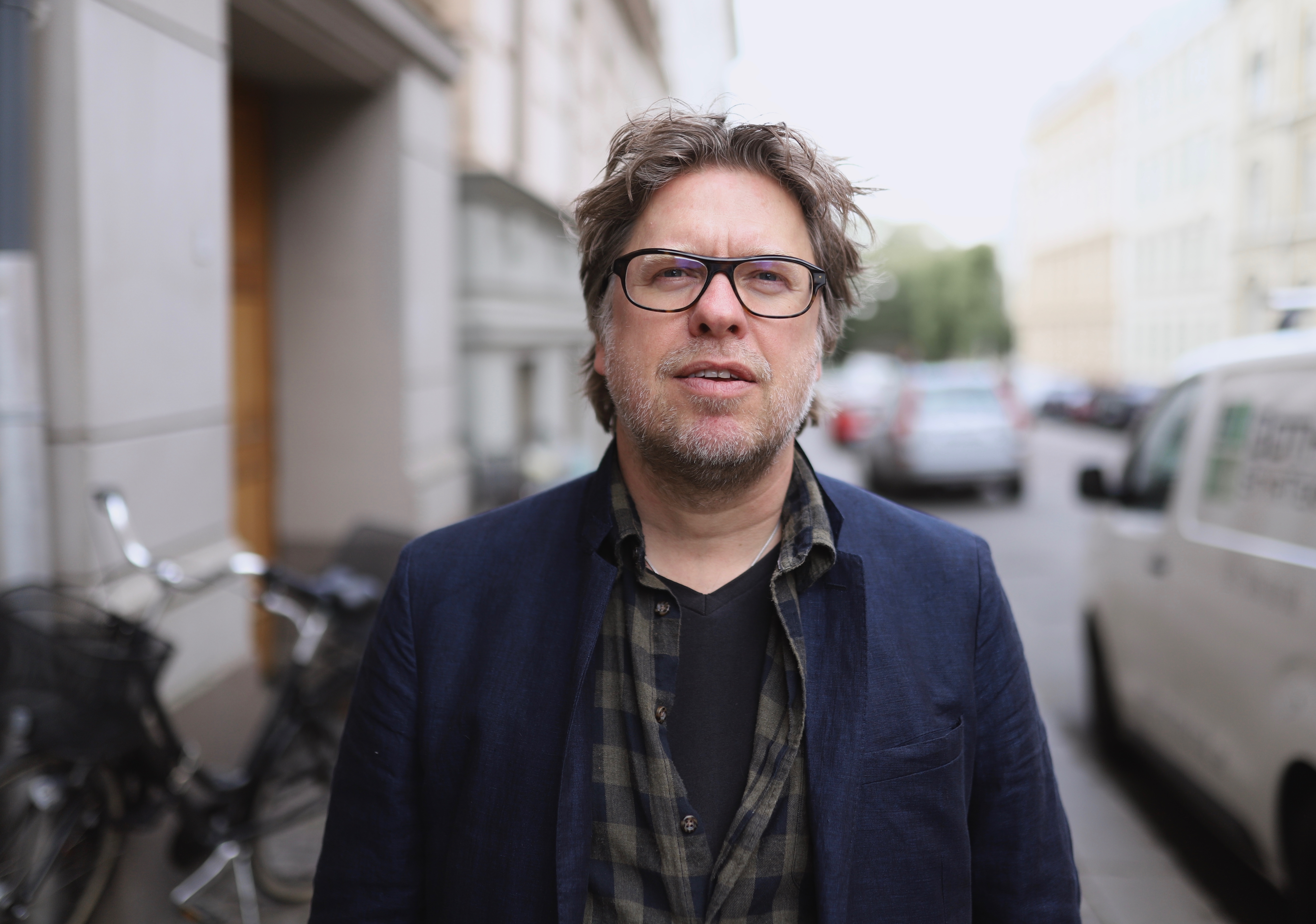
Konstnären Carl Bjerkås i Göteborg, våren 2019.

Carl Bjerkås, född 1968 i Masthugget, är en svensk målare, verksam i Göteborg. Bjerkås främsta motiv består av stadsmiljöer från Göteborg. Han är uppvuxen på Stigberget med utsikt över Göteborgs hamn, vilket präglat hans val av motiv. I över 25 år har han skildrat staden och hamnen i olika stämningslägen. Bjerkås har bland annat ställt ut på Sjöfartsmuseet i Göteborg, där han även är representerad. I övrigt är han representerad på Göteborgs hamn (Göteborgs kommun) och Göteborg Energi.